# Бутугычаг
Бутугыча́г — бывший исправительно-трудовой лагерь, ГОК и рудник, входил в Теньлаг, подразделение Дальстроя.

## История
ИТЛ существовал в 1937—1956 годах на территории нынешней Магаданской области.
Оловорудное месторождение на месте лагеря было открыто в 1936 году геологом Борисом Леонидовичем Флёровым. Проведённая разведка местности показала значительные запасы ценного металла — около 10 тысяч тонн. Так был образован рудник «Бутугычаг», а вместе с ним и одноимённый поселок-лагерь. Уже в 1938 году по планам руководства «Дальстроя» рудник должен был добыть 57 % годовой программы оловодобычи.
20 сентября 1949 года был создан Теньлаг, просуществовавший до 26 июня 1956. В его задачи входили горные работы и работы на обогатительных фабриках, а также геологосъёмочные и геологоразведочные работы, включая подземные, Бутугычагского месторождения. Не позднее сентября 1951 возник Чаунский ИТЛ Дальстроя (или Чаунлаг, он же ИТЛ Управление п/я 14). В подчинении Чаунлага находился ОЛП № 12, организованный в 1950 году, с подразделениями Бутугычаге, Нилькобе и на ключе Охотник. Начальники — генерал-майор С. И. Шемена (до 22 октября 1952), позднее полковник внутренней службы Н. Н. Ермилов.
К началу 50-х численность заключённых и вольнонаемных работников резко возросла, Бутугычаг объединил несколько лагерных пунктов (ОЛП «п/я № 14», «Дизельная», «Центральный», «Коцуган», «Сопка», «Вакханка») и протянулся почти на 3 километра.
В начале 1950-х в ОЛП «Коцуган» встретились осуждённые писатели Яков Якир, Натан Лурье и поэт Анатолий Жигулин. Здесь же отбывала срок заключения поэтесса Виктория Гольдовская.
В августе 2017 года в места расположения лагеря состоялась научно-исследовательская экспедиция Музея истории ГУЛАГа (Москва), в ходе которой производилась фото- и видеофиксация лагерных объектов для создания панорам и карт местности, собирались экспонаты для музейной экспозиции.

## Расположение
Руины лагеря находятся примерно в 56,3 километрах к северу от Усть-Омчуга, рядом с тенькинской трассой. В 9,5 километрах от самого лагеря находится поселение Нижний Бутугычаг, в котором размещались военнослужащие местной электрической подстанции. В 1955 году, когда лагерь был закрыт, Нижний Бутугычаг также был заброшен и его население было переведено в Усть-Омчуг. В восьми километрах от него было начато строительство птицеферм, которое остановилось после закрытия лагеря.
Ранее существующие дороги к лагерю разрушились, что делает его доступным только для специальной техники или воздушного транспорта.
На месте лагеря радиационный фон до сих пор превышает норму. Администрацией Тенькинского района были установлены соответствующие предупредительные знаки.

## Кладбище
На 2017 год в окрестностях лагеря находилось заросшее кладбище, на котором около 200-250 могил узников.

## Легенды
- В переводе с эвенского языка Бутугычаг означает «плохое место». Многие источники утверждают о другом переводе — «долина смерти», но это неверно, так как в эвенском языке отсутствует слово «долина». Это название было дано этому району кочевым племенем, разводившим оленей в этом районе. Двигаясь вдоль реки Детрин, они наткнулись на огромное поле, заполненное человеческими черепами и костями. Вскоре после этого их олени заболели загадочной болезнью, первым симптомом которой была потеря меха на ногах, за которой следовала невозможность ходить[9]. Механически это название перешло к бериевскому лагерю 14-го отдела ГУЛаг.
- Существует легенда, что над заключёнными лагеря проводили медицинские эксперименты[10]. Об этой легенде говорится в д/ф латвийского режиссёра Эдвинса Шнуоре «Советская история» (2008). Свидетели[какие?] утверждают, что лагерь забрал жизнь около 380 тысяч человек в 10 лет своего существования[11]. Добыча урана производилась здесь вручную без каких-либо средств защиты. Средняя продолжительность жизни шахтёра в лагере составляла несколько месяцев.
- По воспоминания Анатолия Жигулина, самым страшным местом на Бутугычаге была рудообогатительная фабрика, а точнее «сушилки» (противени на электрических плитах, где кочергами сушили урановую руду). Работа была лёгкая, по шесть часов в день (вместо четырнадцати часов в шахте), добровольная, на неё с большим удовольствием шли многие молодые парни из Западной Украины. Спустя двадцать отработанных смен, их оправляли в специальную лечебную зону, где оставляли умирать от лучевой болезни[11].